# Свято-Володимирський храм (Вільнянськ)

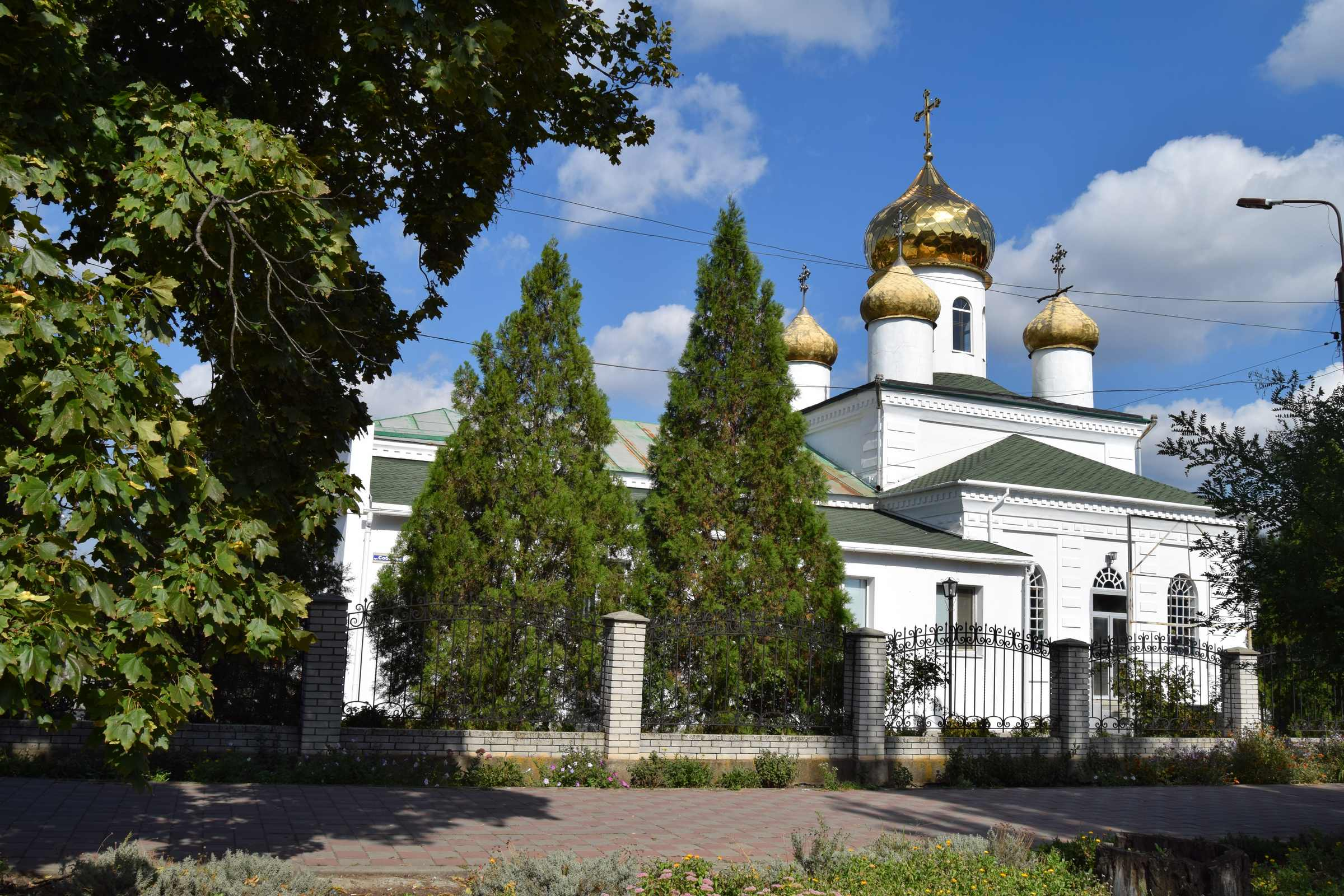
Вільнянськ. Свято-Володимирівський храм, 1902 року. Вигляд у 2018 році

Свято-Володимирський храм — храм у місті Вільнянську, Запорізької області.
Збудований у 1902 р. у зв'язку з активним промисловим розвитком містечка (на той час — селища Софіївка). Храм зведено коштом місцевого поміщика (купця) Павла Кривошия (Кривошея).

## 1900-1910-і роки
Прихожанами храму у 1902 р. стали 185 чоловіків і 152 жінки. Неподалік церкви знаходилася садиба священика і церковно-парафіяльна школа (на початку XXI ст. у цих будівлях знаходиться вузол зв'язку).
Кількість прихожан швидко зростала і згодом становила вже: чоловіків — 885, жінок — 852.
Станом на 1913 р. у храмі було охрещено 120 дітей і обвінчано 16 сімейних пар. За переказами старожилів під вівтарем знаходилися мощі святих.

## 1917—1941 роки
У 1920 р. після остаточного встановлення у Софіївці радянської влади храм було закрито, у його приміщенні починає працювати РАГС. Ікони та ін. церковні святині вірні забрали по домівках. Культовий інвентар, що залишився, було вивезено, а розписи забілено.
У 1924 р. нещодавно націоналізований місцевий завод, який тоді ж назвали ім. Т. Г. Шевченка, починає клопотатися про передачу приміщення храму під клуб. Але спершу тут влаштовують зерносховище, потім — стайню. Аж через 4 роки після клопотання заводу його влада задовольнила й у приміщенні храму відкрили клуб.

## 1941—1943 роки
Під час окупації міста німецьким військами храм було знову відкрито. Віруючі відновили прихований по домівках церковний інвентар.

## 1943—1993 роки
Після звільнення міста (перейменованого на Червоноармійськ) від німецьких військ 21 вересня 1943 р., храм знову передали під клуб. До початку 1990-х років приміщення храму належало заводу ім. Т. Г. Шевченка. В ньому перебував клуб заводу і кінотеатр, проводилися різноманітні заходи культурного характеру, працювали гуртки, танцювальний клас тощо.

## 1990—2010 роки
Демократизаційні процеси кінця 1980-х і «оксамитова» українська революція 1990-х позитивно вплинули на відновлення осередків духовності, відновлення церков, храмів. Саме у цей час 19 січня 1990 р. на свято Водохреща у приміщенні храму відбулася перша служба, яка проходила на сцені клубу.
З відновленням Української держави у 1991 році цей процес активізувався — повсюдно по країні почали відновлюватися християнські святині. Процес реставрації був тривалим — проведено значні будівельні роботи, зокрема встановлено 5 куполів та головний хрест, виготовлений працівниками заводу ім. Т. Г. Шевченка.
У 1993 р. силами громадськості міста Вільнянськ, працівників з-ду ім. Т. Г. Шевченка і при допомозі місцевої влади Свято-Володимирський храм (собор) був повністю реставрований і переданий церковній громаді.
При храмі діє церковний хор, є недільна школа для дітей та дорослих.